# Billie Eilish: The World's a Little Blurry
Billie Eilish: The World's a Little Blurry este un film documentar american din 2021 regizat de R. J. Cuter, care descrie viața artistei Billie Eilish. Titlul filmului este un vers din cântelul Ilomilo. Lansarea filmului este programată pentru 26 februarie 2021 pe platforma Apple TV+ și în teatrele din Statele Unite ale Americii.

## Producție
Filmările au început în 2018 și s-au încheiat în 2020. Bugetul filmului a fost estimat la o sumă între 1 milion și 2 milioane de dolari.

## Lansare
Filmul a fost anunțat de Billie Eilish la 28 septembrie 2020. Acesta va fi lansat în cinematografe, IMAX și Apple TV+ la 26 februarie 2021, premiera având loc pe 26 februarie 2021 la ora 4:00 AM GMT+3 (ora României).